# Vuurtoren van Watum
De vuurtoren van Watum was een vuurtoren met geleidelicht, die een onderdeel was van het lichtenplan voor de Beneden-Eems. Dit lichtenplan moest ervoor zorgen dat de Eems ook 's nachts voor de zeescheepvaart begaanbaar werd. De toren met woning stond ten zuidoosten van Garbendeweer, aan de Bocht van Watum ten noordwesten van Delfzijl aan de Eemsmonding in de provincie Groningen. De vuurtoren werd gebouwd in 1888 en is aan het einde van de Tweede Wereldoorlog door de Engelse RAF verwoest. 

## Het lichtenplan voor de Beneden-Eems
Tot het einde van de 19e eeuw was de Eems 's nachts bij gebrek aan verlichting voor de zeescheepvaart te gevaarlijk om te bevaren. Mede door het gereedkomen van het Eemskanaal in 1877, waarmee er een nieuwe vaarroute naar de stad Groningen ontstond, nam het scheepvaartverkeer op de Eems toe en daarmee de noodzaak om de toegankelijkheid van het achterland te verbeteren. De Nederlandse en Pruisische regeringen besloten in 1883 om een conferentie te beleggen om de situatie aan te pakken. Op 1 maart 1883 kwamen diplomaten van beide regeringen in Emden bijeen en werd er een plan opgesteld voor de verlichting van de Beneden-Eems. Vanaf zee tot aan de rede van Emden zou het scheepvaartverkeer doorlopend begeleid worden door het licht van een vijftal vuurtorens. Drie van de vijf vuurtorens zouden op Pruisisch grondgebied komen te staan, namelijk een tweede vuurtoren op Borkum, een bij Campen en een bij Pilsum, en twee op Nederlands territorium: die van Watum en die van Delfzijl. Naast vuurtorens werden er twee verlichte bakens op De Randsel geplaatst. De kosten van het realiseren van het plan zouden volgens een traktaat door beide regeringen gedeeld worden en werden begroot op ƒ 524.987.

## Verlichting
De vuurtorens van het Lichtenplan voor de Beneden-Eems werden uitgevoerd met sectorlichten volgens het stelsel van de Zweedse admiraal Von Otter. Dit hield in dat door het gebruik van speciale sectorlichten de vaargeul aangegeven werd door een vast wit licht. Het witte licht werd gekozen omdat het beter zichtbaar is dan gekleurd licht. Zodra een schip buiten de vaargeul raakte, kwam het in een sector met schitterlicht dat door een zogenaamd otter-apparaat werd opgewekt. Van deze schitterlichten was het aantal flikkeringen per minuut voor zeeschepen, die van zee inkomen, aan de rechterzijde van de vaste sector oneven en aan de linkerzijde even.

## Bouw en indeling van de toren
De 10,5 meter hoge toren telde drie verdiepingen. Het gebouw werd opgeleverd in 1888. Na enkele jaren bleek het technische inrichting, waaronder de otter-apparaten, erg onderhoudsgevoelig. Daarom werd besloten een vaste opzichter aan te stellen en het wachtpersoneel te vermeerderen. Hiervoor werd een belendende dienstwoning gebouwd; door het ministerie van Marine apart aanbesteed en in 1895 gegund aan G. Bakker te Delfzijl voor de som van f.4953. De indeling van het geheel was functioneel en er was plaats voor twee gezinnen: die van de vuurtorenwachter en de hulp-vuurtorenwachter. Die konden vanuit uit hun dienstwoning de lantaarn rechtstreeks betreden om het gaslicht 's nachts brandend en draaiend te houden.

## Verwoesting van de vuurtoren
De toren van Watum kwam in de Tweede Wereldoorlog aan zijn einde. Bij de bevrijding van Delfzijl ondervonden de Canadezen veel weerstand, ook vanuit de vuurtoren van Watum. Eind april 1945 werd geprobeerd dit bolwerk van de Duitse troepen te veroveren, maar de aanval mislukte. De Engelse RAF bood hulp door met een luchtaanval een einde aan het verzet te maken. Twee Typhoon-toestellen bombardeerden de vuurtoren van Watum op 25 april 1945 tot een onherstelbare ruïne.
Ergens rond 2020 werd er een paal met een maquette van de vuurtoren geplaatst op de plek van de vroegere vuurtoren.
Nadien kwamen er op de dijk twee opengewerkte gietijzeren lichtopstanden geplaatst, die rond 2000 bij dijkwerkzaamheden zijn verdwenen.

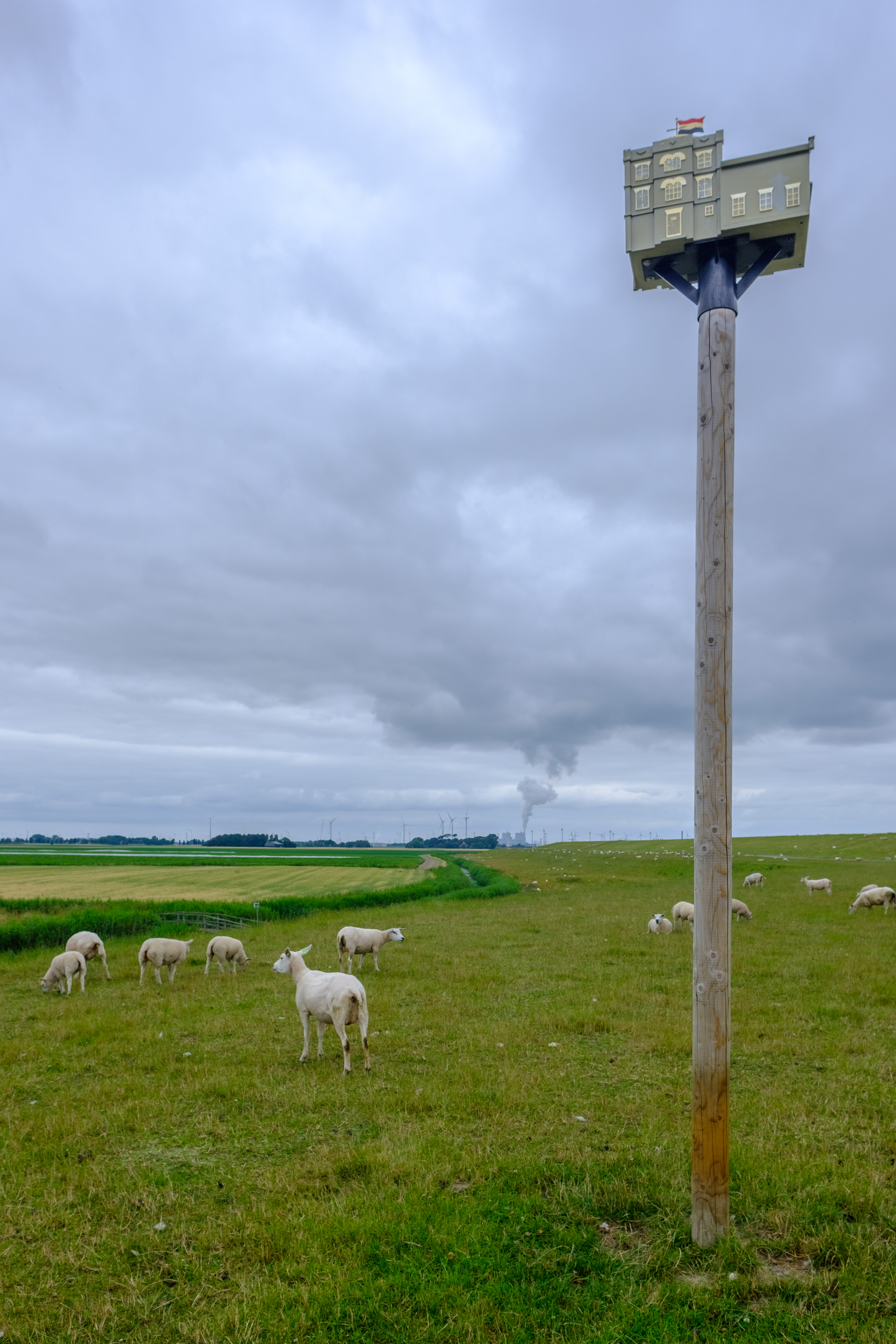
Maquette van de vuurtoren op een paal tussen de schapen achter de dijk met op de achtergrond de Eemshaven